# Omomiłek dwubarwny
Omomiłek dwubarwny (Cantharis nigra) – gatunek chrząszcza z rodziny omomiłkowatych i podrodziny Cantharinae.

## Taksonomia
Gatunek ten opisany został po raz pierwszy w 1774 roku przez Charlesa De Geera pod nazwą Telephorus nigra.

## Morfologia
Chrząszcz o wydłużonym ciele długości od 5 do 7 mm. Głowę ma przed oczami pomarańczową, a za oczami czarną. Przedplecze jest szersze niż dłuższe, o wypukłej krawędzi przedniej, zaokrąglonych kątach przednich, zaokrąglonych brzegach bocznych i niewystających kątach tylnych. Ubarwienie ma jednolicie pomarańczowe, pozbawione czarnych plam. Kolor tarczki jest pomarańczowy do czerwonego, niekiedy z zaczernionym wierzchołkiem. Pokrywy są jednolicie czarne, znacznie rzadziej czarne z pomarańczową przepaską podłużną, porośnięte jednorodnym owłosieniem. Kolor odnóży jest pomarańczowy. Odwłok jest jednolicie pomarańczowy, bez przyciemnienia u podstawy.

## Ekologia i występowanie
Owad ten zasiedla wilgotne łąki i polany, pobrzeża wód i skraje lasów. Rozmieszczony jest od nizin po niższe położenia górskie. Osobniki dorosłe obserwuje się w warunkach środkowoeuropejskich od czerwca do lipca lub początku sierpnia. Żerują na pyłku kwiatowym i owadach. Samice składają średnio 106 jaj. W temperaturze 19°C rozwój zarodkowy trwa 10 dni. Po nim następują dwa stadia przedlarwalne, trwające odpowiednio jedną i trzy doby. Larwy są drapieżne.
Gatunek zachodniopalearktyczny, znany z Hiszpanii, Irlandii, Wielkiej Brytanii, Francji, Belgii, Niemiec, Szwajcarii, Austrii, Włoch, Szwecji, Finlandii, Estonii, Polski, Czech, Słowacji, Węgier, Białorusi, Ukrainy, Grecji oraz Rosji, na północ po Karelię, na południe po obwód orenburski, a na wschód po obwód tomski na zachodzie Syberii.